# Blue horizon (Wishbone Ash)
Blue Horizon is het 22e studioalbum van de Britse band Wishbone Ash. Het is het laatste album van de band tot nu toe. Alle nummers zijn gezamenlijk geschreven door de leden van de band, behalve als het anders vermeld staat.
| Nr. | Titel                                                                              | Duur |
| --- | ---------------------------------------------------------------------------------- | ---- |
| 1.  | Take it back (Aynsley Powell)                                                      | 6:01 |
| 2.  | Deep blues (Muddy Manninen / Ian Harris, Andy Powell, Joe Crabtree)                | 5:28 |
| 3.  | Strange how things come back around (Roger Filgate)                                | 6:01 |
| 4.  | Being one (Muddy Manninen, Joe Crabtree, Tom Greenwood / Ian Harris, Joe Crabtree) | 5:07 |
| 5.  | Way down south (Ian Harris, Andy Powell)                                           | 6:45 |
| 6.  | Tally ho! (Muddy Manhinnen / Ian Harris)                                           | 4:46 |
| 7.  | Mary Jane (Muddy Manhinnen / Ian Harris)                                           | 4:38 |
| 8.  | American century (Aynsley Powell / Andy Powell, Joe Crabtree)                      | 5:07 |
| 9.  | Blue horizon (Muddy Manhinnen / Ian Harris)                                        | 7:45 |
| 10. | All there is to say (Pat McManus, Wishbone Ash / Andy Powell)                      | 7:24 |

## Muzikanten

### Wishbone Ash
- Andy Powell - gitaar, zang
- Muddy Manninen - gitaar, achtergrondzang, zang op "Mary Jane"
- Bob Skeat - bas, achtergrondzang
- Joe Crabtree - drumstel, percussie, gitaarsolo op "Take it Back" (outro)

### Overige muzikanten
- Pat McManus - viool op Take it back en All there is to say en bouzouki op All there Is to say
- Lucy Underhill - achtergrondzang op Strange how things come back around, toegevoegde zang op American century
- Richard Young - percussie op Strange how things come back around
- Tom Greenwood - orgel op Blue horizon